# لیک پیترزبرگ، ایلینوی
لیک پیترزبرگ (به انگلیسی: Lake Petersburg) یک منطقهٔ مسکونی در ایالات متحده آمریکا است که در شهرستان منارد، ایلینوی واقع شده‌است. لیک پیترزبرگ ۷۱۹ نفر جمعیت دارد و ۱۸۱٫۹۷ متر بالاتر از سطح دریا واقع شده‌است.